# Црква Свете Тројице у Клокочевику
Црква Свете Тројице у Клокочевику је минирани српски православни храм који је два пута рушен. Припада славонско-пакрачком владичанству. Поред храма се налазила и капела (старија од новијег храма) коју је подигао Душан Глумац и у којој је сахрањен. Од капеле су, након минирања 1991. остали само темељи.

## Историја
Игњат Алојзије Брлић (српска католичка породица из Брода), у својој другој књизи „Успомене на стари Брод” на страни 22. пише, у дијелу „Православна црква и обћина”, и о Клокочевику: „…Ну покрај тога може се поуздано тврдити, да је било у Броду и околици православних житељах још из старијег доба, јер су православни већ г. 1524. Василија I… за своје епископе са сиедиштем у Пожеги имали… у то доба подпадали су православни у Броду под парокију у Клокочевику, а гробље им је било у Трњаних т.ј. на брежуљку код Трњаних, крај цесте идућ из Брода. Тек око године 1780. када се је православно житељство у Броду знатно помножало, добили су гробље према изтоку преко канала Глоговице преко пута од католичког гробља, гди се и данас налази.”
Душан Кашић је записао да је Клокочевик био насељен Србима или још у турско вријеме, или непосредно након изгона Турака. Око 1700. године Срби ce налазе у Трњанима, Клокочевику, Кордушевцима, Шушњевцима, Врховини, Јежевику, Селни и Зденцима. Половином 18. вијека у Клокочевику ce налазило 25 српских кућа, a 1759. има у селу 42 српске куће и парохијска дрвена црква Свете Тројице. У селу je 1755. године била и римокатоличка црква и капела (и данас  постоји новоизграђена католичка капелица) са 20 домова . Тек у 19. вијеку досељавањима су ојачала и католичка и православна насеља у овом крају. Католици су долазили најприје из Лике, касније из Далмације и Загорја, a православни из Лике и Баније. Тако је број Срба до 1929. године порастао, те је те године Клокочевик имао 137 српских домова, Врховина 18, Јежевик 17, Кордушевци 30, Трњани 58, Шушњевци 30, Селна 14, Пољаница 13. Клокочевичку цркву су 1941. срушиле усташе. Ha парохијском гробљу саградио је нову капелу 1960. универзитетски професор др Душан Глумац, син овог краја.
Православна црква Свете Тројице подигнута је у периоду од 1756. до 1760. године. Тај храм је комплетно финансирала имућна цинцарска породица Димовић из Брода. Они су били велики добротвори и цркве у Броду, као и ктитори капеле Свете Петке код Растушја. Током Другог свјетског рата срушиле су је до темеља хрватске усташе. Том приликом страдао је иконостас, црквени предмети, богослужбене књиге и архива. Из записника опћинског поглварства у Трњанима, од 13. јуна 1942., сазнаје се да је музејска комисија, у вези дописа бискупа др Акшамовића бр. 2733/1942 од 8. липња 1942. по предмету уређаја и ствари из срушених православних цркава у Трњанима и Клокочевику установила нешта слично, као и у случају осталих црква рушених по налогу Уреда за рушење православних храмова. Из цркве у Трњанима један дио предмета се налазио на тавану опћинског поглварства, док је остале предмете повјереник из Загреба, који је довршио рушење цркве, продавао около шта је стигао. Станку Ратковићу из Трњана је продао једно кандило. Ствари из цркве у Клокочевику су такођер нестале, тако да је музејска комисија из обје цркве успјела да преузме и пронђе као вриједност само једну старинску икону на дрвету.
Послије рата, професор Богословског факултета СПЦ Душан Глумац, који је рођен у Клокочевику, подигао је своју задужбину (гдје је и сахрањен), капелу, поред које је 1988. године изграђена и нова црква. Нови храм је освештан од тадашњег славонског владике Лукијана Пантелића 31. јула 1988. године.
Оба сакрална објекта су минирана у новембру 1991. године, од стране католичких великохрватских терориста, изван ратних операција. Рушевине нису уклоњене ни до данас (крај 2022).
Парохија Клокочевик је крајем 19. вијека била парохија IV разреда са селима: Врховина, Гарчин, Задубравље, Јешевик, Кордушевци, Пољанци, Селна, Трњани и Шушњевци. До избијања рата 90.-их година 20. вијека у њој је служио свјештеник Петар Параклис (од народа називан поп Перо), заслужан за изградњу новијег храма. Он је служио литургије и у храму у Трњанима. Почетком рата са породицом одлази у Србију. Прије њега, парохијски свјештеник у Клокочевику и Трњанима је био Лазар Хаџић (од народа називан поп Лазо). У црквеној порти је постојао и парохијски дом који је срушен 1991., а на његовим темељима славонско владичанство опет подиже нови парохијски дом.

## Галерија
- Капела на дан освећења цркве, 31. јула 1988. Служила је до изградње новије цркве 1988. за богослужбене потребе (Литургије, крштења, вјенчања...)
- Остатак пода миниране (1991.) капеле из 1960., поред које је изграђена нова црква 1988., такође минирана 1991. Др Душан Глумац је изградио ову капелу, а испод ње је и сахрањен.
- Темељи миниране капеле
- Мртвачки сандук др Душана Глумца испод његове задужбине, капеле у Клокочевику.